# Black Light (tiểu thuyết)
Black Light là cuốn thứ hai trong loạt tiểu thuyết Bob Lee Swagger, tác giả Stephen Hunter.

## Cốt truyện
Có hai mạch truyện song hành trong tác phẩm; một ở hiện tại, với Bob Lee Swagger và Russ Pewtie, một ở vào năm 1955, với cha của Bob Lee, Earl, và những sự kiện dẫn tới cái chết của ông.
Tác phẩm dẫn người đọc đến với Bob Lee vào khoảng 5 năm sau những sự kiện trong Point of Impact. Anh có một cô con gái bốn tuổi, tên Nikki, và đã cưới Julie Fenn, góa phụ của Donnie Fenn. Anh đang sống hạnh phúc, nếu không phải là giản dị, tại Arizona, cố gắng trốn tránh những tai tiếng sau những sự kiện trong Point of Impact.
Một thanh niên trẻ tiếp cận anh với một đề nghị. Tên cậu ta là Russ Pewtie, con trai Bud Pewtie, người được mô tả trong Dirty White Boys là đã giết Lamar Pye. Russ là một nhà văn, và muốn viết một cuốn sách về cha của Bob Lee - Earl, một cựu chiến binh thủy quân lục chiến và cảnh sát bang, được cho rằng đã qua đời trong khi đang làm nhiệm vụ một tối năm 1955, gần thị trấn quê hương Blue Eye, Arkansas của Bob, dưới họng súng cha của Lamar, là Jimmy, kẻ đã đầu hàng Earl sau khi cướp một cửa hàng và giết bốn người.
Khi Russ và Bob Lee điều tra các tình tiết xung quanh cái chết của Earl, có một số phát hiện sửng sốt, bao gồm một âm mưu hòng giấu nhẹm mọi thứ. Bob Lee vận dụng kiến thức về vũ khí, bắn tỉa và quân sự của mình để vén bức màn bao phủ tấn bi kịch năm ấy và tìm ra lý do thật sự khiến cha mình bị giết cũng như danh tính của kẻ đã thật sự xuống tay kết liễu.
Tác phẩm có sự xuất hiện của một vài nhân vật góp mặt trong cả những tiểu thuyết khác của Hunter: Sam Vincent, cựu công tố viên hạt Polk, xuất hiện trong Point of Impact, và Frenchy Short, điệp vụ CIA và người bảo trợ Earl Swagger, xuất hiện trong The Second Saladin, và sau đó trong loạt tiểu thuyết Earl Swagger, các cuốn Hot Springs và Havana.
Một phần liên hệ giữa hai tuyến thời gian trong tiểu thuyết là vai trò của Sam Vincent trong quá trình công tố vụ giết một thiếu nữ da đen năm 1955, và trong khi tái điều tra vụ án ở hiện tại.